# HD 9446
HD 9446 — жёлтый карлик спектрального класса G5V в созвездии Треугольник, очень похожий на Солнце, находящийся на расстоянии 172 световых года от Земли.  Масса, радиус, светимость и температура примерно равны солнечным, на небе он выглядит как тусклая звезда 8,35 звёздной величины.

## Планетная система
5 января 2010 года учёные обнаружили две экзопланеты вокруг звезды. Это два газовых гиганта, подобных Юпитеру, с массой соответственно равных 0,7 и 1,8 масс Юпитера и имеющих большую полуось соответственно 0,19 и 0,65 а. е..
Орбитальный период соответственно равен 30 и 190 дней, эксцентристет 0,2 и 0,06.